# Salta boken
Salta boken är en nautisk instruktionsbok skriven 1968 av Bo Streiffert. Boken har sålt i över 130 000 exemplar samt översatts till 9 olika språk . 